# Miðdalsskersli
Miðdalsskersli är en bergstopp i republiken Island. Den ligger i regionen Suðurland, 60 km öster om huvudstaden Reykjavík. Toppen på Miðdalsskersli är 768 meter över havet.
Trakten runt Miðdalsskersli är nära nog obefolkad, med mindre än två invånare per kvadratkilometer. Närmaste större samhälle är Reykholt, omkring 18 kilometer sydost om Miðdalsskersli. Trakten runt Miðdalsskersli består i huvudsak av gräsmarker.